# Shu (egyptisk mytologi)

Shu med fjäder på huvudet.

Shu är i egyptisk mytologi luftens gud, son till Atum och far till Geb och Nut. Atum skapade Shu utan kvinnlig hjälp medan Shu och hans syster Tefnut avlade Geb och Nut. Shu avbildas så han håller upp himmelsgudinnan Nut, som spänner sin kropp i en båge över jordguden Geb.
I konsten avbildas han ofta med en strutsfjäder.
Under det Mellersta riket fick Shu status som ursprunglig skapande gud. Senare kallades Shu ofta "Res son" (solgudens son) och han identifierades också med krigarguden Onuris.

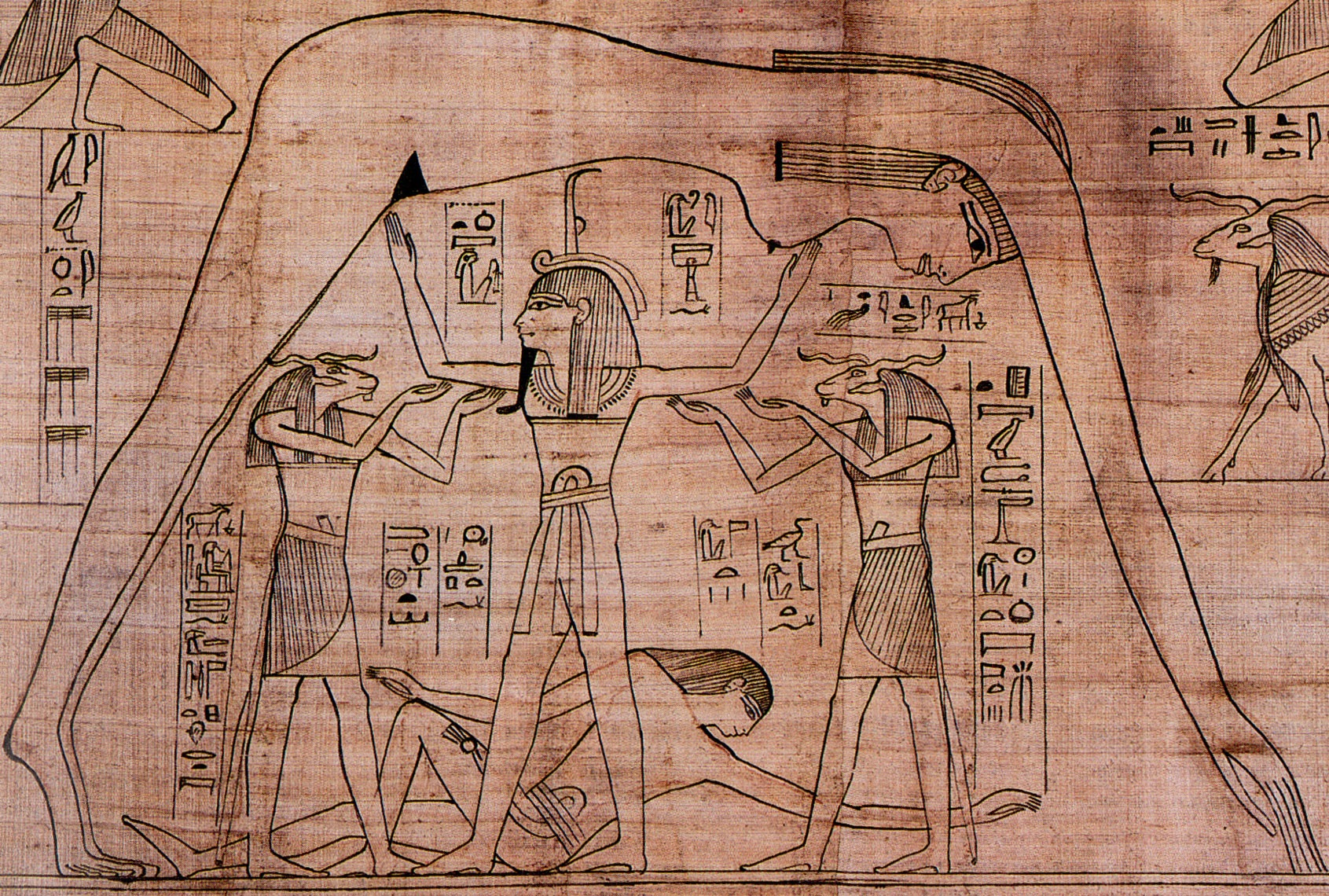
Nut, Geb och Shu